# Ljubiša Bogdanović
Ljubiša Bogdanović (Velika Ivanča, 5. april 1953 — Beograd, 11. april 2013) bio je srpski masovni ubica sa najviše žrtava. 9. aprila 2013. Ljubiša je ubio 13 svojih komšija i rođaka u mestu Velika Ivanča, u opštini Mladenovac, a potom pucao u sebe. Preminuo je dva dana kasnije na Urgentnom centru. Taj monstruozni čin koji se desio je šokirao Veliku Ivanču, a potom i svet. Njega svi pamte kao dobrog zemljoradnika, ali i kao monstruma Velike Ivanče.

## Žrtve
U svojoj kući Ljubiša Bogdanović prvo je ubio sina Branka (41) i majku Dobrilu (83) i tom prilikom teško ranio suprugu Javorku (60).  Potom je izašao iz kuće i krenuo u smrtonosni pohod u kom je napravio masakr u četiri komšijske kuće. U kući porodice Stekić usmrtio je svekrvu i snaju, Danicu (78) i Draganu (50), a potom u kući porodice Despotović ubio je Mikaila (61) i Milenu (61), njihovog unuka Gorana Despotovića (24), njegovu suprugu Jovanu (21) i njihovog sina Davida (2). U sledećoj kući, porodice Mijailović, ubio je bračni par Velju (78) i Olgu (79), a potom u kući porodice Ješić ubio je majku i sina, Ljubinu (69) i Miloša (45).

## Život
Ljubiša Bogdanović važio je za vrednog i poštenog domaćina koji ni sa kim nije bio u svađi. Pre odlaska na ratište 1991. u Slavoniju, bavio se poljoprivredom, a pre godinu dana, kad je dobio otkaz u slovenačkoj firmi u Mladenovcu, ponovo se vratio istom poslu.
Nije registrovano da je Bogdanović ikada imao sukob sa zakonom, a takođe, nikada mu nisu konstatovana nikakva psihijatrijska oboljenja.
Doduše, ima podataka da su ubicin stric i brat od strica bili duševni bolesnici, dok se Ljubišin otac pre nekoliko godina obesio. Ljubiša je za posedovanje pištolja CZ 88 imao dozvolu još od 1981.
Motiv najvećeg masovnog ubistva u Srbiji, do danas nije utvrđen.